# Goethes Erben
Goethes Erben est un groupe allemand de dark wave. Pilier du genre, il est formé en janvier 1989 par Oswald Henke (paroles et chant) et Peter Seipt (claviers et boîte à rythmes). L'idée de base du projet était de proposer des textes récités en allemand dans le cadre d'un « théâtre musical », d'où l'accent mis dans les prestations scéniques. Le nom Goethes Erben (littéralement « Les héritiers de Goethe » en français), montre l'importance de la dimension théâtrale sur laquelle le groupe s'appuiera jusqu'à la fin.
Dans une première période (1989–1994), le groupe s'inscrit dans ce qui s'appellera plus tard la Neue Deutsche Todeskunst, dont il est l'un des moteurs avec Das Ich et Lacrimosa, avant d'évoluer stylistiquement, à partir du quatrième album studio, dans un sens plus avant-gardiste (1995–2007).

## Histoire

### Débuts et popularité
Après sa création en 1989 par Oswald Henke et Peter Seipt, le groupe ne tardera pas à sortir sa première cassette en janvier 1990, Der Spiegel, dessen Weg durch stumme Zeugen zum Ende führt. Quelques mois plus tard, le 25 mai 1990, Goethes Erben donne son premier concert. Cependant, peu après, Peter Seipt quitte le groupe, ce qui amènera Oswald Henke à renoncer à la scène pour ne travailler plus qu'en studio.
Goethes Erben ne sera reformé qu'un an plus tard, en février 1991 ; Mindy Kumbalek (batterie, claviers, saxophone) et Conny R. (guitare, basse) rejoignent le groupe. Le trio enregistre la cassette Das schwarze Wesen puis produit son premier CD, Das Sterben ist ästhetisch bunt,. À la suite de la sortie de cet album, le groupe part en tournée, acquérant ainsi une certaine renommée en Allemagne. Parallèlement à cette tournée, Goethes Erben enregistre son second CD, Der Traum an die Erinnerung. Juste avant sa sortie, Conny R. quitte le groupe. À partir de ce moment, la formation s'étoffe de plus en plus : pour les concerts, le duo Oswald Henke/Mindy Kumbalek est rejoint par Troy, du groupe Catastrophe Ballet ainsi que d'autres musiciens auxquels s'ajoutent, en 1993, deux violons, un violoncelle, un percussionniste et une danseuse. À la fin de 1993, le groupe sort un album live, Leben im Niemandsland. Le troisième album studio, Tote Augen sehen Leben, sort au printemps 1994.
En septembre 1994, le groupe part pour la première fois en tournée à l'international. Le mini-CD Der die das (janvier 1995) annonce une rupture avec le style d'avant 1994 de Goethes Erben. Cette rupture sera confirmée par la parution de l'album éponyme Goethes Erben, trois mois plus tard. Celui-ci adopte un style avant-gardiste et a été produit par Vladimir Ivanoff, un musicologue et producteur qui avait déjà aidé Goethes Erben dans l'arrangement de certains morceaux. Si cet album est celui qui a rencontré le moins de succès, la tournée Blau-Rebell, quant à elle, est une réussite et le trio Henke/Kumbalek/Troy commence la création d'une nouvelle « pièce de théâtre » musicale.

### Période avant-gardiste
En 1996, un bassiste (Christoph Ziegler) et un batteur rejoignent le trio. Le prochain album, Schach ist nicht das Leben, dont les morceaux avaient été présentés en concert en mars 1996, paraît en mars 1997. Pour la tournée qui suit, le groupe travaille avec les danseuses de Ombra Ballare. Par la suite, le groupe se consacre à une nouvelle production, Kondition:Macht !. Celle-ci est une sorte de pièce de théâtre comportant la musique de Gothes Erben mais aussi des dialogues... Un second rôle parlant est joué par Siegrid Beierkuhnlein. Chaque musicien, chaque danseuse (les danseuses de Ombra Ballare sont à nouveau présentes) jouent un rôle. Les quatre représentations de la pièce en 1998 à la salle Humboldt de l'Urania remporteront un franc succès. À la suite de celle-ci, Troy quitte le groupe pour des raisons de santé. La pièce intégrale est enregistrée dans le double CD Kondition: Macht! – Das Musiktheaterstück, tandis que la musique seule sans les dialogues et autres ajouts de la mise en scène se trouve dans Kondition: Macht! – Das Musikwerk.
En 1999, Goethes Erben entame sa tournée anniversaire, celle qui aura rencontré le plus de succès pour Goethes Erben, pour fêter ses 10 ans d'existence. Pour celle-ci, un nouveau bassiste (Cornelius Sturm) intègre le groupe, afin de remplacer Christoph Ziegler, absent pour cause de paternité. Ils participent dans ce cadre au festival Dark Storm. 
En 2000, le groupe remet en scène Kondition:Macht ! qu'il joue trois fois au Zentrum, à Bayreuth. Le septième album, paru en 2001, permettra au groupe de rentrer pour la première fois dans le hit-parade des ventes de disques, notamment grâce au titre Glasgarten chanté par Peter Heppner de Wolfsheim.
En 2005, Goethes Erben réalise son album Dazwischen. À part quelques évènements comme les concerts du 13, 14 et 15 septembre à Berlin, le groupe affiche une activité réduite depuis 2005. Le 15 décembre 2007, Mindy Kumbalek et Oswald Henke annoncent que le groupe fait une pause pour une durée indéterminée. Le 17 juillet, Goethes Erben annonce que le groupe ne remontera pas sur scène en raison du fait que Mindy Kumbalek s'est retiré du milieu musical.

### Retour

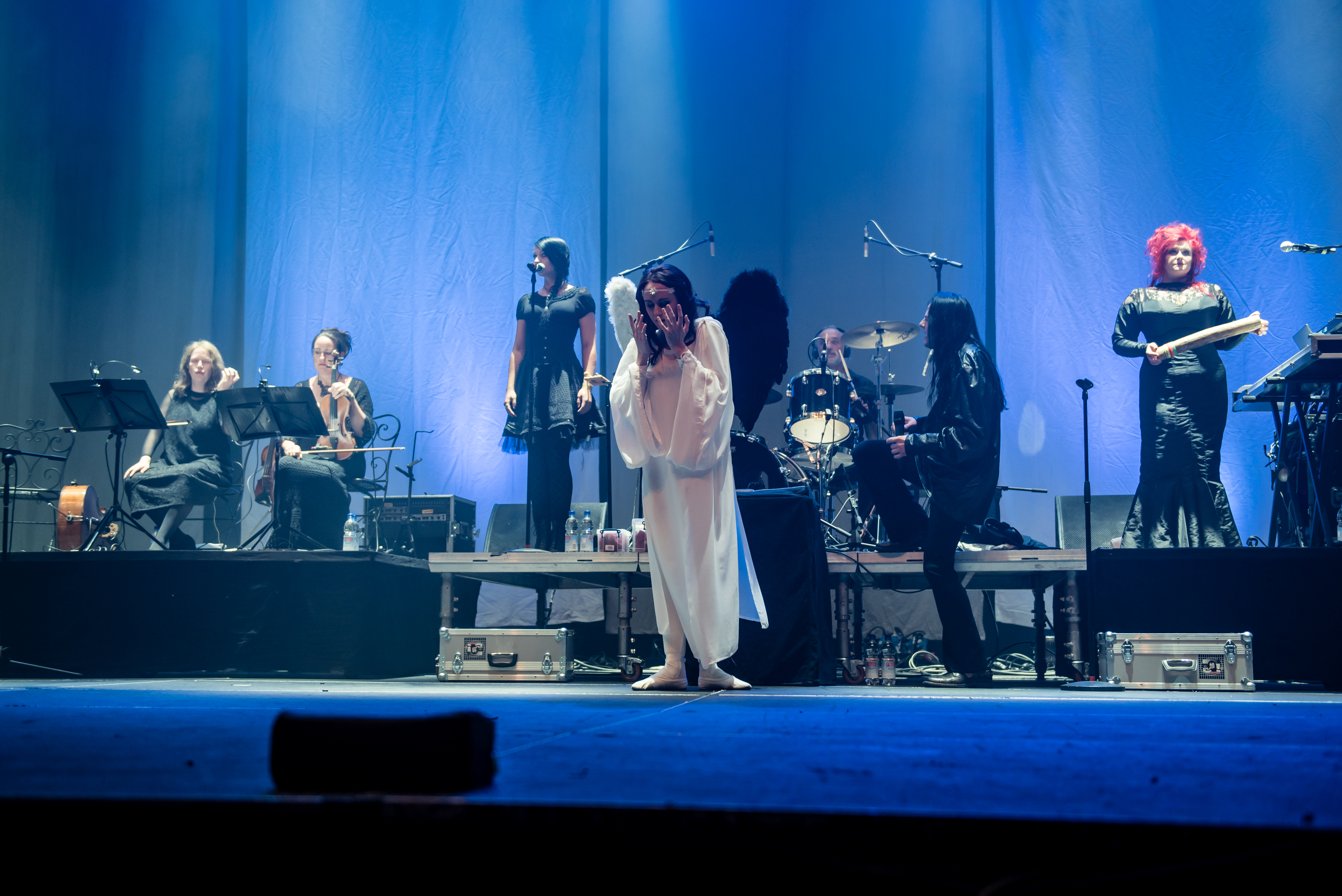
Goethes Erben à l'Amphi Festival en 2015.

En 2015, le groupe se réunit et participe au Dark Storm Festival. Le groupe annonce en janvier 2018 la sortie d'un nouvel album intitulé Am Abgrund pour septembre, et une tournée nationale entre mars et avril, puis septembre et octobre en soutien à l'album.

## Discographie

### Albums studio
- 1992 : Das Sterben ist ästhetisch bunt
- 1992 : Der Traum an die Erinnerung
- 1994 : Tote Augen sehen Leben
- 1994 : Erstes Kapitel (réédition de la première cassette studio, Der Spiegel, dessen Weg durch stumme Zeugen zum Ende führt, et enregistrement public)
- 1995 : Goethes Erben (surnommé das blaue Album)
- 1997 : Schach ist nicht das Leben
- 1999 : Gewaltberechtigt? (réédition du mini CD Die Brut et du maxi Sitz der Gnade)
- 1999 : Kondition: Macht! – Das Musikwerk
- 2001 : Nichts bleibt wie es war
- 2005 : Dazwischen

### Albums live
- 1993 : Leben im Niemandsland (live au Zwischenfall de Bochum, 10 juin 1993)
- 1996 : Live im Planetarium (semi-officiel, limité à 1 000 exemplaires, enregistré le 15 septembre 1995 au Zeiss Planetarium à Iéna)
- 1998 : Kondition: Macht! – Das Musiktheaterstück (double CD Live, limité à 2 000 exemplaires)

### Cassettes audio
- 1990 : Der Spiegel, dessen Weg durch stumme Zeugen zum Ende führt
- 1990 : Live
- 1991 : Live - Festival d'Etage
- 1991 : Das schwarze Wesen

### Compilations
- 1999 : Goethes Erben - 10 Jahre (3 CD : Kondition:Macht! - Das Musikwerk, Gewaltberechtigt? et Rückkehr ins Niemandsland, limité à 1 000 exemplaires)
- 2002 : Iphigenies Tagebuch (distribué seulement en Amérique du Sud)
- 2010 : Zeitlupe

### Singles, EP et maxi CD
- 1993 : Die Brut
- 1995 : Der Die Das
- 1997 : Sitz der Gnade
- 1998 : Marionetten
- 2001 : Der Eissturm
- 2001 : Glasgarten
- 2005 : Alptraumstudio (édition limitée à 500 exemplaires)
- 2006 : Tage des Wassers (édition limitée à 500 exemplaires)

### Vinyles
- 2000 : Bittersüß und schmerzvoll (en 500 exemplaires)
- 2000 : Königlich und doch rebellisch (en 500 exemplaires)
- 2000 : Gewalttätige Gedanken (en 500 exemplaires)

### Cassettes VHS
- 1992 : Live in Bochum 92 (concert au Zwischenfall de Bochum le 1er mars 1992)
- 1992 : 3. Night of Darkness (concert au Kulturfabrik de Krefeld le 13 juin 1992)
- 1993 : Leben im Niemandsland (concert au Zwischenfall de Bochum, 10 juin 1993)
- 1995 : Live 1995, Hengelo – NL (concert au Metropol à Hengelo le 1er mars 1992)
- 1995 : Blau Rebell
- 1996 : Tape-TV - The New Art Of Independence 2/96 (compilation d'interview, de live et de reportages)
- 1997 : Gewinn Für Die Vergangenheit (enregistré pendant le premier Schach Ist Nicht Das Leben (Tournée de 1996))
- 1999 : Epochenspiel

### DVD
- 2001 : Auf der Suche nach dem Glasgarten (limité à 1 000 exemplaires)
- 2002 : Was war bleibt (toutes les vidéos de Nichts bleibt, wie es war jusqu'à Fleischschuld)
- 2002 : Iphigenies Tagebuch
- 2003 : Leibhaftig (DVD/CD)
- 2004 : Blau Rebell und Gewinn für die Vergangenheit
- 2006 : Traumaspiele